# Oncopeltus
Genre
Synonymes
- Oncopeltis[2]
- Transvaalia Distant, 1892[2]

Oncopeltus est un genre d'hémiptères de la famille des Lygaeidae. Ces punaises se nourrissent de graines.

## Liste des espèces
Selon BioLib (4 octobre 2019) :
- sous-genre Oncopeltus (Erythrischius) Stål, 1874
  - Oncopeltus cingulifer Stål, 1874
  - Oncopeltus fasciatus (Dallas, 1852)
  - Oncopeltus miles (Blanchard, 1852)
  - Oncopeltus sandarachatus (Say, 1832)
  - Oncopeltus unifasciatellus Slater, 1833
- sous-genre Oncopeltus (Oncopeltus) Stål, 1868
  - Oncopeltus atrorufus (Guérin, 1831)
  - Oncopeltus bergianus Kirkaldy, 1909
  - Oncopeltus cayensis Torre-Bueno, 1944
  - Oncopeltus famelicus (Fabricius, 1781)
  - Oncopeltus guttaloides Slater, 1964
  - Oncopeltus luctuosus (Stål, 1868)
  - Oncopeltus microps Horváth, 1914
  - Oncopeltus nigroflavatus Distant, 1918
  - Oncopeltus purpurascens Distant, 1901
  - Oncopeltus quadriguttatus (Fabricius, 1775)
  - Oncopeltus sanguineolentus Van Duzee, 1914
  - Oncopeltus sexmaculatus Stål, 1874
  - Oncopeltus sordidus (Dallas, 1852)
  - Oncopeltus varicolor (Fabricius, 1794)
- Oncopeltus aulicus (Fabricius, 1775)
- Oncopeltus femoralis Stål, 1874
- Oncopeltus nigriceps (Dallas, 1852)
- Oncopeltus pictus Van Duzee, 1907
- Oncopeltus semilimbatus Stål, 1874

Selon Catalogue of Life (4 octobre 2019) :
- Oncopeltus atrorufus (Guerin, F.E., 1838)
- Oncopeltus aulicus Fabricius, J.C., 1775
- Oncopeltus bergianus Kirkaldy, G.W., 1909
- Oncopeltus bicinctus (Montrouzier, 1861)
- Oncopeltus bueanus Karsch, 1892
- Oncopeltus cayensis Torre-Bueno, J.R., 1944
- Oncopeltus cingulifer Stal, C., 1874
- Oncopeltus confusus Horvath, G., 1914
- Oncopeltus erebus Distant, W.L., 1918
- Oncopeltus famelicus Fabricius, J.C., 1781
- Oncopeltus fasciatus (Dallas, W.S., 1852)
- Oncopeltus femoralis Stal, C., 1874
- Oncopeltus guttaloides Slater, J.A., 1964
- Oncopeltus jacobsoni Horvath, G., 1914
- Oncopeltus limbicollis Horvath, G., 1914
- Oncopeltus longicornis Horvath, G., 1914
- Oncopeltus longirostris Stal, C., 1874
- Oncopeltus luctuosus (Stal, C., 1867)
- Oncopeltus maoricus (Walker, F., 1872)
- Oncopeltus mayri Slater, J.A., 1964
- Oncopeltus microps Horvath, G., 1914
- Oncopeltus miles (Blanchard, E., 1852)
- Oncopeltus nigriceps (Dallas, W.S., 1852)
- Oncopeltus nigripennis Horvath, G., 1914
- Oncopeltus nigroflavatus Distant, W.L., 1918
- Oncopeltus niloticus Distant, W.L., 1918
- Oncopeltus orourkeae Faúndez & Rocca, 2017
- Oncopeltus peringueyi (Distant, W.L., 1911)
- Oncopeltus pictus Van Duzee, E.P., 1907
- Oncopeltus purpurascens Distant, W.L., 1901
- Oncopeltus quadriguttatus Fabricius, J.C., 1775
- Oncopeltus sandarachatus (Say, T., 1831)
- Oncopeltus sanguineolentus Van Duzee, 1914
- Oncopeltus semilimbatus Stal, C., 1874
- Oncopeltus sexmaculatus Stal, C., 1874
- Oncopeltus sordidus (Dallas, W.S., 1852)
- Oncopeltus spectabilis Van Duzee, E.P., 1909
- Oncopeltus unifasciatellus Slater, J.A., 1964
- Oncopeltus varicolor (Fabricius, J.C., 1794)
- Oncopeltus zonatus (Erichson, 1848)

Selon NCBI (4 octobre 2019) :
- Oncopeltus fasciatus (Dallas, 1852)
- Oncopeltus femoralis Stal, 1874
- Oncopeltus nigriceps (Dallas, 1852)